# Lignit
Lignit ali mehki rjavi premog je vrsta premoga, ki ima sorazmerno nizko kurilno vrednost (od 10 do 20 MJ/kg). Vsebuje namreč le od 60 do 70 % ogljika. 
Kot ostale vrste premoga, je tudi lignit nastal iz ostankov rastlin, ker pa je po izvoru najmlajši je v njem pogosto še jasno videti zgradbo lesa.
Največja nahajališča lignita so v zemeljskih plasteh, ki izvirajo iz krede in terciarja, največji rudniki na svetu pa se nahajajo v Severni Ameriki in Evropi.
V Sloveniji so bili nekoč rudniki lignita v Senovem in Trbovljah, največje nahajališče pa je v Velenju.

## Pridobivanje
| Država                       | 1970    | 1980      | 1990      | 2000    | 2001    |
| ---------------------------- | ------- | --------- | --------- | ------- | ------- |
| Nemčija                      | 369.300 | 388.000   | 356.500   | 167.700 | 175.400 |
| Rusija                       | 127.000 | 141.000   | 137.300   | 86.400  | 83.200  |
| Združene države Amerike      | 5.400   | 42.300    | 82.600    | 83.500  | 80.500  |
| Avstralija                   | 24.200  | 32.900    | 46.000    | 65.000  | 67.800  |
| Grčija                       | 8.100   | 23.200    | 51.700    | 63.300  | 67.000  |
| Poljska                      | 32.800  | 36.900    | 67.600    | 61.300  | 59.500  |
| Turčija                      | 4.400   | 15.000    | 43.800    | 63.000  | 57.200  |
| Češka                        | 67.000  | 87.000    | 71.000    | 50.100  | 50.700  |
| Kitajska                     | 13.000  | 22.000    | 38.000    | 40.000  | 47.000  |
| Jugoslavija                  | 26.000  | 43.000    | 64.100    | -       | -       |
| Zvezna republika Jugoslavija | -       | -         | -         | 35.500  | 35.500  |
| Slovenija                    |         |           |           | 37.000  |         |
| Romunija                     | 14.100  | 27.100    | 33.500    | 17.900  | 29.800  |
| Severna Koreja               | 5.700   | 10.000    | 10.000    | 26.000  | 26.500  |
| Skupaj                       | 804.000 | 1.028.000 | 1.214.000 | 877.400 | 894.800 |